# Goianésia do Pará
Goianésia do Pará é um município brasileiro do estado do Pará. Localiza-se a uma latitude 03º50'33" sul e a uma longitude 49º05'49" oeste, estando a uma altitude de 103 metros. Sua população estimada em 2017 era de 39.352 habitantes.

## História

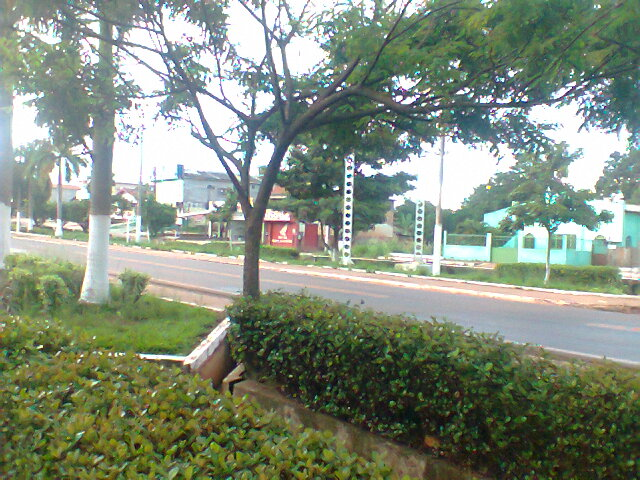
Jardins do canteiro central da PA-150, em 2013, em Goianésia.

A ocupação da área de Goianésia iniciou-se na década de 1970 com o advento das obras da hidroelétrica de Tucuruí. A penetração no território de Goianésia beneficiou-se da necessidade da construção dos linhões de transmissão que levariam energia à Marabá e às minas de ferro da Serra dos Carajás, e das estradas que dariam suporte logístico tanto para a construção, como para a manutenção da rede elétrica e ligação rodoviária de Tucuruí com o restante do território nacional.

### Colonização pelos imigrantes
Conforme as construtoras abriam as rodovias PA-263 e PA-150 (rodovia Paulo Fontelles), vários imigrantes vindos sobretudo de Goiás, do Maranhão, de Minas Gerais e do Paraná, instalaram-se à beira das estradas.
Em 1977 a PA-263 alcança a PA-150, formando assim um entroncamento rodoviário. Neste entroncamento foi montado um grande canteiro de obras, que servia de suporte aos operários de ambas as rodovias, e aos operários construtores dos linhões de transmissão. Os imigrantes deslocaram-se para lá e montaram seus acampamentos ao lado dos canteiros, assim formando a primeira comunidade com características urbanas de Goianésia.
Em pouco tempo os canteiros de obras foram desmontados, mas os colonos imigrantes resolveram permanecer na área. O local deste acampamento fazia parte da Fazenda Baronesa, de propriedade do Sr. Anézio Guerra, imigrante goiano natural da cidade de Goianésia de Goiás. O Sr. Guerra doou as terras de sua propriedade e organizou a ocupação dos colonos, nomeando a vila recém-formada de "Goianésia" (em homenagem à sua terra natal). A vila Goianésia era formada por somente 12 casas em sua fundação.
A grande oferta de terras atraiu muitos imigrantes para a região, e a vila cresceu demograficamente entre as décadas de 1970 e 1980. Neste período floresceu na vila de Goianésia atividades relacionadas à extração de madeira. Foram instaladas inúmeras madeireiras e serrarias que contribuíram para o primeiro grande ciclo econômico local.

### Luta pela emancipação
Em 1986 Goianésia foi elevada à categoria de distrito de Rondon do Pará. Neste mesmo ano, é fundada a Associação de Moradores de Goianésia, que tinha como principal objetivo a emancipação política da localidade. A associação organizou os debates e juntou os grupos de classe que já lutavam pelo desenvolvimento local separadamente. Antes da organização da associação, o principal organismo de articulação local era a Comissão Pastoral da Terra.
Em 1988 foi levantado pela Associação dos Moradores, um abaixo-assinado nas localidades que comporiam o novo município. O abaixo assinado foi encaminhado à assembleia legislativa estadual e tornou-se o ponto crucial para que fosse aprovada a realização do plebiscito emancipatório de 1991.
Em 28 de janeiro de 1991 foi realizado o plebiscito em todas as regiões que comporiam o município, que confirmou com 95,83% de aprovação, o desejo pela emancipação. No total, 1.727 eleitores votaram, sendo que 1.655 optaram pelo sim à emancipação.
O município de Goianésia do Pará foi criado em 13 de dezembro de 1991, pela lei n° 5.686. Teve sua área desmembrada dos municípios de Rondon do Pará, Jacundá,Moju e Tucuruí.
No pleito municipal de 3 de outubro de 1992 foi eleito o primeiro prefeito do município, Amário Lopes Fernandes. A prefeitura foi instalada no dia 1 de janeiro de 1993, com a posse do prefeito, do vice-prefeito e dos vereadores eleitos.

### Décadas de 1990 e 2000

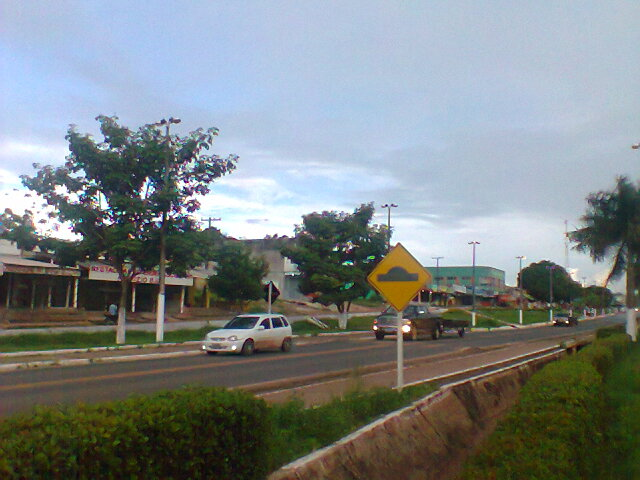
Carros circulando pela rodovia Paulo Fonteles (PA-150) no centro de Goianésia, em 2013.

A década de 1990, marca a formação do município, que ainda tinha uma economia muito fragilizada e dependente das atividades econômicas relacionadas à madeira.
Este período marcou a explosão da atividade madeireira em todo o município. Goianésia tornou-se um dos maiores produtores de madeira semi-beneficiada de toda a região norte, abastecendo a demanda do mercado internacional e do centro-sul brasileiro. Entretanto desde 2005 o município vem sofrendo com a crise do setor, que acabou deixando o município em dificuldades econômicas.

### Fatos recentes
Em 2011 Goianésia participou ativamente com todo o sudeste do Pará, da consulta plebiscitária que definiu sobre a divisão do estado do Pará. Desde a emancipação municipal, Goianésia insere-se como parte da proposta do estado do Carajás, tanto que o município é filiado desde a sua fundação ao principal organismo de luta pela causa na região, a "AMAT Carajás".
Embora a expressiva votação favorável no plebiscito em Goianésia, tendo alcançado entre a população local mais de 85% de aprovação pela criação do estado do Carajás, o peso da região de Belém se fez maior, e se sobrepôs ao anseio local. Entretanto, mesmo com a derrota na votação, o município continua, juntamente com a região, a pleitear a separação para criação do estado do Carajás.

## Geografia
A sede de Goianésia apresenta as seguintes coordenadas: 3° 50’ 30’’ de latitude sul e 49° 06’ 06’’ de longitude WGr.

### Clima
O seu clima insere-se na categoria tropical semi-úmido, tipo As na classificação de Koppen, no limite da transição para o Aw. Possui temperatura média anual de 26,35 °C, apresentando máxima em torno de 32,01 °C, e mínima de 22,71 °C. A umidade relativa do ar é elevada, sendo a média real de novembro a maio, e o mais seco, de junho a outubro, estando o índice pluviométrico anual em torno de 2000 mm.

### Relevo, solos e vegetação
O solo do município está representado pelo latossolo amarelo, podzóico vermelho amarelo, concrecionário laterítico e gley pouco úmido nas áreas aluviais.
O relevo de Goianésia apresenta-se com altitudes modestas, em que suas formas são representadas por colinas, chapadas, superfícies aplainadas e tabuleiros aplainados ou dissecados. Nas margens dos rios; áreas aluviais como as várzeas dos rios Surubijú, Moju e Tocantins. Geomorfologicamente o relevo insere-se na unidade que corresponde a depressão periférica do sul do Pará.
A vegetação do município é representada pela floresta densa de platôs, floresta densa de terraço e pela floresta densa de planície aluvial.

## Economia
O município de Goianésia insere-se na chamada fronteira agrícola Amazônica, maior região produtora de comódites agrícolas desta porção do território nacional. O município produz principalmente carnes, leite, cereais e madeira beneficiada e semi-beneficiada.

## Infraestrutura

### Transportes
Goianésia é um grande entroncamento rodoviário, sendo que suas principais vias são: a rodovia PA-150, que dá acesso às cidades ao sul, ou seja, Jacundá, Nova Ipixuna e Marabá, e; a PA-475, que dá acesso às cidades ao norte, ou seja, Tailândia e Belém. As outras rodovias são: a PA-263, que dá acesso à Breu Branco e à Tucuruí, no oeste, e; à Ulianópolis, no leste, e; a PA-151, que serve de escoamento à zona rural de Goianésia, permitindo acesso desta à Jacundá e Breu Branco.